# Mathilde Saïman
Mathilde Alice Saïman (9 de desembre de 1891 – setembre de 1940) fou un cantant d'òpera francès actiu en l'Opéra-Comique durant la primera meitat del segle xx, on va cantar papers de soprano i mezzosoprano.
Saïman va néixer a Alger de pares francesos i va estudiar al Conservatoire de Paris on va guanyar el primer premi de cant. Va fer el seu debut el 21 de març de 1914 a l'Opéra-Comique a Louise de Charpentier com una de les grisettes i un mes més tard hi va aparèixer en el seu primer paper important, Jeanne a La vivandière de Benjamin Godard. Va cantar Pierre en l'estrena de Les cadeaux de Noël (1915) de Xavier Leroux i Lélia en l'estrena francesa de Béatrice (1917) d'André Messager. Altres papers a l'Opéra-Comique van incloure Madame Butterfly (Kate i Cio-Cio San), Cavalleria rusticana (Lola i Santuzza), Les Contes d'Hoffmann (Giulietta i Antonia), i La bohème (Musetta).
En les seves memòries Pierre-Barthélemy Gheusi, un dels directors de l'Opéra-Comique, la va descriure com una "actriu vibrant" amb una veu amb un "timbre radiant". Saïman va fer diversos enregistraments per a Pathé Rècords el 1916. Va morir a París a l'edat de 48 anys.